# Катеринівка (Новодонецька селищна громада)
Катери́нівка — село Новодонецької селищної громади Краматорського району Донецької області, України. У селі мешкає 185 людей.

## Історія
Під час Голодомору 1932—1933 років померло щонайменше 57 жителів села.

## Населення
Згідно з переписом УРСР 1989 року чисельність наявного населення села становила 215 осіб, з яких 100 чоловіків та 115 жінок.
За переписом населення України 2001 року в селі мешкало 185 осіб.

### Мова
Розподіл населення за рідною мовою за даними перепису 2001 року:
| Мова       | Відсоток |
| ---------- | -------- |
| українська | 98,92 %  |
| російська  | 1,08 %   |